# إيرينا كراسنيانسكا
إيرينا كراسنيانسكا (بالأوكرانية: Ірина Василівна Краснянська) هي لاعبة جمباز أوكرانية ولدت في يوم 19 نوفمبر 1987 في مدينة فولوغدا، أبرز إنجازاتها هو فوزها بالميدالية الذهبية بطولة العالم للجمباز بسنة 2006 بمسابقة منصة التوازن.